# 聞慶虐殺事件

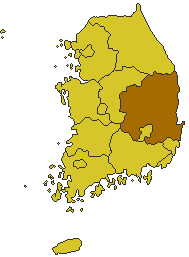
慶尚北道

聞慶虐殺事件（ムンギョンぎゃくさつじけん/ぶんけいぎゃくさつじけん）とは、1949年12月24日に大韓民国慶尚北道聞慶郡（現：聞慶市）で韓国軍が共匪に協力したなどとして非武装の住民88人を虐殺し、共匪の犯行としていた事件。

## 概要
1949年12月24日に大韓民国慶尚北道聞慶郡山北面（ko）で、共産匪賊に協力したなどとして、韓国陸軍第2師団第25連隊の第7中隊第2小隊第3小隊が非武装の女性、子供、老人の88人を射殺した。虐殺事件は長らく共産匪賊による蛮行とされてきたが、2005年に成立した真実和解のための過去史整理基本法によって設立された真実・和解のための過去史整理委員会によって2007年6月26日に韓国政府の犯行であったことが明らかにされた。

### 韓国政府の責任
2008年7月10日、事件の遺族は、韓国政府が共産匪賊による虐殺であるとして真実を隠蔽し、真相究明を求めた遺族を反国家行為者として逮捕するなど、事実上の損害賠償請求権行使を妨害してきたので時効は適用されないなどとして国家賠償を求める訴訟を起こした。一審では国家賠償の責任はないと判決が下され、遺族は上告した。2009年8月6日、ソウル高等法院（高等裁判所）は不法行為があった日から5年が経過しているとして国家賠償の責任はないとの判決を下している。
2008年には韓国大法院は居昌良民虐殺事件への国家賠償を求める訴訟には時効により国家責任がないとの判決を下している一方、2009年2月にはソウル中央地方裁判所による釜山保導連盟事件への判決では国家責任を認めているため、上訴審が注目されている。2011年9月8日、最高裁判所は真実を隠してきた韓国政府が、訴えを起すことが出来なかった原告を非難しながら時効の完成を理由として賠償に応じないことは不当であるとして、原判決を破棄してソウル高等裁判所に差し戻した。

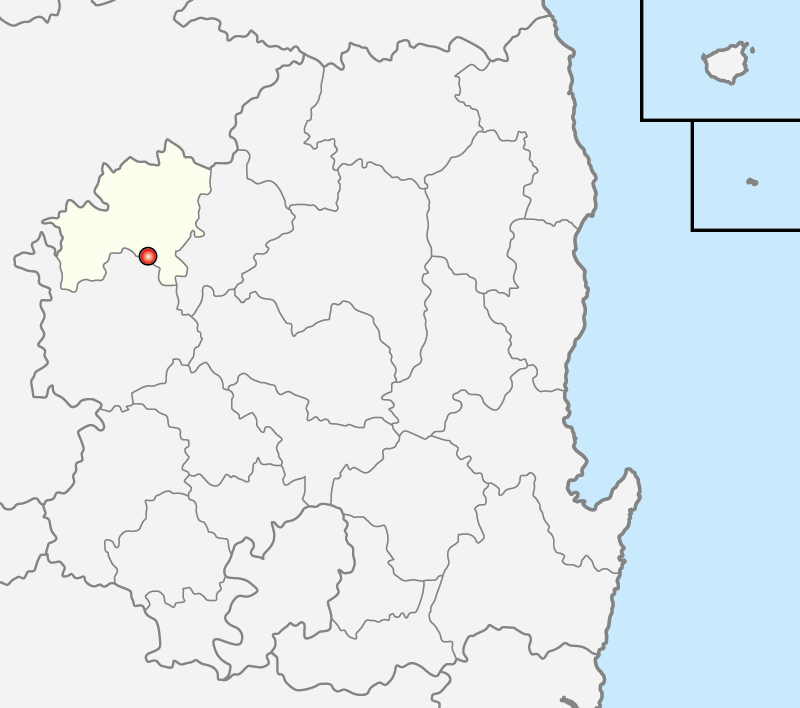
虐殺の現場となった聞慶市